# Liste des évêques de Londres

Armoiries des évêques de Londres.

Cet article est une liste des évêques de Londres, ainsi que des archevêques légendaires qui les auraient précédés.

## Archevêques légendaires
Ces archevêques ne sont mentionnés que dans le Bishops de Jocelyne de Furness, et peuvent donc être considérés comme légendaires.
- Thean
- Elvanus
- Cadar
- Obinus
- Paludius
- Étienne
- Iltute
- Dedwin
- Thedred
- Hilaire
- Restitutus (évêque historique, présent au Concile d'Arles en 314)
- Guidelium
- Fastidius
- Vodimus
- Theanus

## Évêques historiques

### Avant la conquête normande
| Début           | Fin                   | Nom                  | Remarques                                                                                  |
| --------------- | --------------------- | -------------------- | ------------------------------------------------------------------------------------------ |
| 604             | vers 617              | Mellitus             | Expulsé. Transféré à Cantorbéry en 619. Considéré comme saint.                             |
| vers 617        | vers 653              | Siège vacant.        | Siège vacant.                                                                              |
| vers 653 ?      | 26 octobre 664        | Cedd                 | Considéré comme saint.                                                                     |
| 26 octobre 664  | 666 ?                 | Siège vacant.        | Siège vacant.                                                                              |
| 666 ?           | avant 672 ?           | Wine                 | Chassé de Winchester, il achète le siège de Londres.                                       |
| avant 672 ?     | 675 ?                 | Siège vacant.        | Siège vacant.                                                                              |
| 675 ?           | 693 ?                 | Earconwald           | Considéré comme saint.                                                                     |
| 693             | 705 × 716             | Waldhere             |                                                                                            |
| 705 × 716       | 745                   | Ingwald              |                                                                                            |
| 745             | 766 × 772 ?           | Ecgwulf              |                                                                                            |
| 766 × 772       | 772 × 781 ?           | Wigheah              |                                                                                            |
| 772 × 782       | 787 × 789 ?           | Eadberht             |                                                                                            |
| 787 × 789       | 789 × 793 ?           | Eadgar               |                                                                                            |
| 789 × 793       | 793 × 796 ?           | Cenwalh              |                                                                                            |
| 793 × 796       | 796 × 798 ?           | Eadbald              | Il quitte le pays en 796.                                                                  |
| 796 × 798       | 801                   | Heathoberht          |                                                                                            |
| 801 × 803       | 805 × 811 ?           | Osmund               |                                                                                            |
| 805 × 811       | 816 × 824 ?           | Æthelnoth            |                                                                                            |
| 816 × 824       | 845 × 860 ?           | Ceolberht            |                                                                                            |
| 845 × 860       | 867 × 896 ?           | Deorwulf             |                                                                                            |
| 867 × 896       | 867 × 896 ?           | Swithwulf            |                                                                                            |
| 867 × 896       | 897                   | Heahstan             |                                                                                            |
| 897 × 900       | 909 × 926 ?           | Wulfsige             |                                                                                            |
| 909 × 926       | 909 × 926 ?           | Æthelweard           |                                                                                            |
| 909 × 926       | 909 × 926 ?           | Leofstan             |                                                                                            |
| 909 × 926       | 951 × 953 ?           | Theodred             |                                                                                            |
| 951 × 953       | 957 × 959 ?           | Byrhthelm            |                                                                                            |
| 957 × 959       | 959                   | Dunstan              | Abbé de Glastonbury et évêque de Worcester. Transféré à Cantorbéry. Considéré comme saint. |
| 959 × 964       | 995 × 996 ?           | Ælfstan              |                                                                                            |
| 996             | 1002                  | Wulfstan             | Transféré à York.                                                                          |
| 1002 × 1004     | 1014 ?                | Ælfhun               | Peut-être abbé de Milton. Réfugié en Normandie en 1014.                                    |
| 16 février 1014 | vers 1035 ?           | Ælfwig               | Sacré à York comme remplaçant d'Ælfhun.                                                    |
| 1035            | 25 ou 27 juillet 1044 | Ælfweard             | Abbé d'Evesham.                                                                            |
| 1044            | 1051                  | Robert de Jumièges   | Abbé de Jumièges. Transféré à Cantorbéry.                                                  |
| 1051            | 1051                  | Spearhafoc           | Abbé d'Abingdon. Choisi par le roi Édouard, l'archevêque Robert refuse de le sacrer.       |
| 1051            | 1075                  | Guillaume le Normand |                                                                                            |
| Sources :       |                       |                      |                                                                                            |

### De la conquête normande à la Réforme
- 1052-1075 : Guillaume le Normand
- 1075-1085 : Hugues d'Orevalle
- 1085-1108 : Maurice
- 1108-1128 : Richard de Beaumais
- 1128-1136 : Gilbert l'Universel
- 1136-1138 : Anselme de San Saba (élection annulée)
- 1141-1152 : Robert de Sigello
- 1152-1162 : Richard de Beaumais
- 1163-1187 : Gilbert Foliot
- 1187-1189 : Vacant
- 1189-1199 : Richard FitzNeal
- 1199-1221 : Guillaume de Sainte-Mère-Église
- 1221-1229 : Eustace de Fauconberg
- 1229-1241 : Roger Niger
- 1241-1260 : Fulk Basset
- 1260-1262 : Henry Wingham
- 1262 : Richard Talbot
- 1263-1273 : Henry de Sandwich
- 1273-1280 : John Chishull
- 1280 : Fulke Lovell
- 1280-1304 : Richard Gravesend
- 1304-1313 : Ralph Baldock
- 1313-1317 : Gilbert Segrave
- 1317-1318 : Richard Newport
- 1318-1338 : Stephen Gravesend
- 1338-1340 : Richard de Wentworth
- 1340-1354 : Ralph Stratford
- 1354-1361 : Michael Northburgh
- 1361-1375 : Simon Sudbury
- 1375-1381 : William Courtenay
- 1381-1404 : Robert Braybrooke
- 1404-1406 : Roger Walden
- 1406-1407 : Nicholas Bubwith
- 1407-1421 : Richard Clifford
- 1421-1426 : John Kemp
- 1426-1431 : William Gray
- 1431-1436 : Robert FitzHugh
- 1436-1448 : Robert Gilbert (en)
- 1448-1489 : Thomas Kempe
- 1489-1496 : Richard Hill
- 1496-1502 : Thomas Savage
- 1502-1504 : William Warham
- 1504-1506 : William Barons
- 1506-1522 : Richard FitzJames
- 1522-1530 : Cuthbert Tunstall

### Depuis la Réforme
- 1530-1539 : John Stokesley
- 1539-1549 : Edmund Bonner
- 1550-1553 : Nicholas Ridley
- 1553-1559 : Edmund Bonner (2)
- 1559-1570 : Edmund Grindal
- 1570-1577 : Edwin Sandys
- 1577-1594 : John Aylmer
- 1594-1596 : Richard Fletcher
- 1597-1604 : Richard Bancroft
- 1604-1607 : Richard Vaughan
- 1607-1610 : Thomas Ravis
- 1610-1611 : George Abbot
- 1611-1621 : John King
- 1621-1628 : George Monteigne
- 1628-1633 : William Laud
- 1633-1649 : William Juxon
- 1649-1660 : Vacant
- 1660-1663 : Gilbert Sheldon
- 1663-1675 : Humphrey Henchman
- 1675-1713 : Henry Compton
- 1713-1723 : John Robinson
- 1723-1748 : Edmund Gibson
- 1748-1761 : Thomas Sherlock
- 1761-1762 : Thomas Hayter
- 1762-1764 : Richard Osbaldeston
- 1764-1777 : Richard Terrick
- 1777-1787 : Robert Lowth
- 1787-1809 : Beilby Porteus
- 1809-1813 : John Randolph
- 1813-1828 : William Howley
- 1828-1856 : Charles James Blomfield
- 1856-1868 : Archibald Campbell Tait
- 1869-1885 : John Jackson
- 1885-1896 : Frederick Temple
- 1897-1901 : Mandell Creighton
- 1901-1939 : Arthur Winnington-Ingram
- 1939-1945 : Geoffrey Fisher
- 1945-1955 : William Wand
- 1956-1961 : Henry Campbell
- 1961-1973 : Robert Stopford
- 1973-1981 : Gerald Ellison
- 1981-1991 : Graham Leonard
- 1991-1995 : David Hope
- 1996-2017 : Richard Chartres
- depuis 2018 : Sarah Mullally